# زرشگه
زرشگه (یا زرشکه) روستایی در شهرستان بروجرد با فاصله پنج کیلومتری از مرکز شهر در استان لرستان است. این روستا در دهستان همت‌آباد در بخش مرکزی قرار دارد. زرشگه روستایی کوهپایه‌ای در مجاورت کوه گرین و دارای بیشترین سهم از نظر وسعت سرزمینی از کوه‌های گرین است. این روستا با راه آسفالته به جاده بروجرد - بیران‌شهر - خرم‌آباد می‌پیوندد و فاصله آن تا شهر بروجرد ۵ کیلومتر است.از محصولات کشاورزی این روستا گندم، جو، صیفی‌جات و زعفران است. روستای زرشکه از غرب به رشته کوه و دارای یکی از بیشترین حوزه آبریز این روستا ها در این منطقه میباشد.

## مردم‌شناسی
بزرگ ترین طایفه‌ها شمس‌الدین ،کوشکی و چگنی هستند که زبان و گویش آنها لری بوده است. 
بنا بر سرشماری مرکز آمار ایران جمعیت زرشگه در سال ۱۳۹۵، برابر با ۲۵۱۶ نفر بوده‌است؛ که از این تعداد ۱۲۷۹ نفر مرد و بقیه زن بوده‌اند. زرشگه ۴۴۱ خانوار دارد.

## همسایه ها
- شمال: حاجی اباد،قلعه کریم‌خان
- جنوب: چنارستان
- شرق: کرت‌اباد، قلعه تازه
- غرب: شهرستان خرم‌اباد، پاچنار نظامی